# William Cleland
William Cleland (Lanarkshire, 1661 – Dunkeld, 21 agosto 1689) è stato un poeta e militare scozzese, William era figlio di Thomas Cleland, guardiacaccia del Marchese di Douglas del Clan Douglas. Fu probabilmente allevato presso la tenuta dei nobili Douglas, nel Castello Douglas, Lanarkshire, e fu istruito all'Università di St. Andrews.

## Biografia
Lasciati gli studi universitari, si arruolò nell'esercito dei Covenanti, e partecipò alla Battaglia di Drumclog (Lanarkshire Meridionale, dove lo storico dell'epoca Robert Wodrow afferma che Cleland eseguì una manovra che portò alla vittoria.
Cleland combatté inoltre alla Battaglia di Bothwell Bridge, a Hamilton (Scozia). Insieme al fratello James, Cleland fu citato nel proclama reale del 16 giugno 1679, insieme ai capi dei ribelli. Scappò quindi in Olanda, ma nel 1685 ritornò in Scozia per partecipare all'invasione (poi abortita) condotta dal Duca di Argyll. Ancora una volta fuggì, per poi ritornare nel 1688 quale agente di Guglielmo III d'Inghilterra (Guglielmo d'Orange).
Nominato tenente-colonnello del Reggimento di fanteria "26º Cameroniani", composto di tenutari del Marchese e da una minoranza di Covenanti occidentali disposti a servire sotto Guglielmo II. Ai Cameroniani venne assegnata la difesa di Dunkeld, che resistette ai pesanti attacchi dei Giacobiti il 21 agosto 1689 durante la Battaglia di Dunkeld dove William Cleland venne ucciso. Il suo Maggiore fu ferito ed il comando passò a George Munro di Auchinbowie (Clan Munro). La sconfitta dei Giacobiti a Dunkeld concluse la rivolta giacobita, ma Cleland cadde in battaglia con una ferita mortale alla testa.

## Opere
La sua Collection of several Poems and Verses composed upon various occasions (Raccolta di molte poesie e versi composti in varie occasioni) fu pubblicata postuma nel 1697. Del poema Hullo, my fancie, whither wilt thou go? solo le ultime nove strofe sono di Cleland. Le sue poesie non hanno un gran valore letterario e sono scritte non in lingua scots pura, bensì in inglese, con un miscuglio di parole scozzesi. Le più lunghe e importanti sono le poesie satiriche On the Expedition of the Highland Host who came to destroy the western shires in winter 1678 e On the clergie when they met to consult about taking the Test in the year 1681.